# Mystus albolineatus
Mystus albolineatus är en fiskart som beskrevs av Roberts, 1994. Mystus albolineatus ingår i släktet Mystus och familjen Bagridae. IUCN kategoriserar arten globalt som livskraftig. Inga underarter finns listade i Catalogue of Life.